# Fernando de Magalhães Furlan
Fernando de Magalhães Furlan, (Concórdia-SC, 1968) é um administrador, advogado (licenciado), servidor público e professor universitário brasileiro.

## Biografia
É consultor em concorrência/antitruste, regulação e comércio internacional. Foi presidente da Associação Brasileira de Criptoativos e Blockchain - ABCB[1], entidade sem fins lucrativos que defende a inovação, a livre concorrência, a livre iniciativa e a segurança aos usuários de criptoativos, de abril de 2018 a agosto de 2019.
Foi secretário-executivo  do Ministério da Indústria, Comércio Exterior e Serviços (antes: Ministério do Desenvolvimento, Indústria e Comércio Exterior), onde também exerceu os cargos de chefe de gabinete do ministro e diretor do Departamento de Defesa Comercial (DECOM). Foi presidente do Conselho de Administração do Banco Nacional de Desenvolvimento Social (BNDES) e de sua subsidiária integral BNDES Participações S.A. (BNDESPAR) entre 2015 e 2016, havendo também desempenhado as funções de membro do Conselho de Administração da FINAME/BNDES entre 2005 e 2007. Também presidiu o Comitê de Financiamento e Garantia das Exportações (COFIG) entre 2015 e 2016 e serviu como assessor especial da Câmara de Comércio Exterior (CAMEX) em 2015.
Durante o processo de impeachment de Dilma Rousseff e o afastamento do então ministro Armando Monteiro Neto, Furlan assumiu interinamente o Ministério Do Desenvolvimento, Indústria e Comercio Exterior até a nomeação de novo titular.
Foi presidente, conselheiro e procurador-geral do Conselho Administrativo de Defesa Econômica (CADE). Na sua gestão foi promulgada a nova Lei da Concorrência (Lei No. 12.529/11) e o CADE recebeu o seu primeiro reconhecimento internacional, o título de “Agência Antitruste das Américas - 2011” em premiação anual realizada pela Global Competition Review – GCR.